# Bernie (película)
Bernie es una película cómica y dramática estadounidense, estrenada el 27 de abril del 2012 en los Estados Unidos y el 7 de agosto del 2011 en España, protagonizada por Jack Black, Shirley MacLaine y Matthew McConaughey y dirigida y escrita por Richard Linklater, basada en una historia de la vida real.

## Argumento
Bernie Tiede (Jack Black) es el subdirector de una funeraria del pequeño pueblo de Carthage, en el estado de Texas, en Estados Unidos. Es un ciudadano ejemplar, querido por toda la comunidad. Posteriormente, entabla una peculiar amistad con una viuda millonaria llamada Marjorie Nugent (Shirley MacLaine). Ambos viajarán por Europa y otras ciudades de Estados Unidos como Nueva York, siempre volando en primera clase. Sin embargo, acabará matando a Marjorie. Después del homicidio y para librarse de las posibles represalias legales, Bernie hará pasar por viva a su amiga durante nueve meses. El fiscal del distrito Danny Buck (Matthew McConaughey) hará que Bernie se enfrente a ser acusado de asesinato en primer grado. Tras el juicio, Bernie será declarado culpable y condenado a cadena perpetua. Se trata de un caso de la vida real.

## Reparto
- Jack Black como Bernie Tiede.
- Shirley MacLaine como Marjorie Nugent.
- Matthew McConaughey como el fiscal Danny Buck.
- Rick Dial como Don Leggett.

## Producción

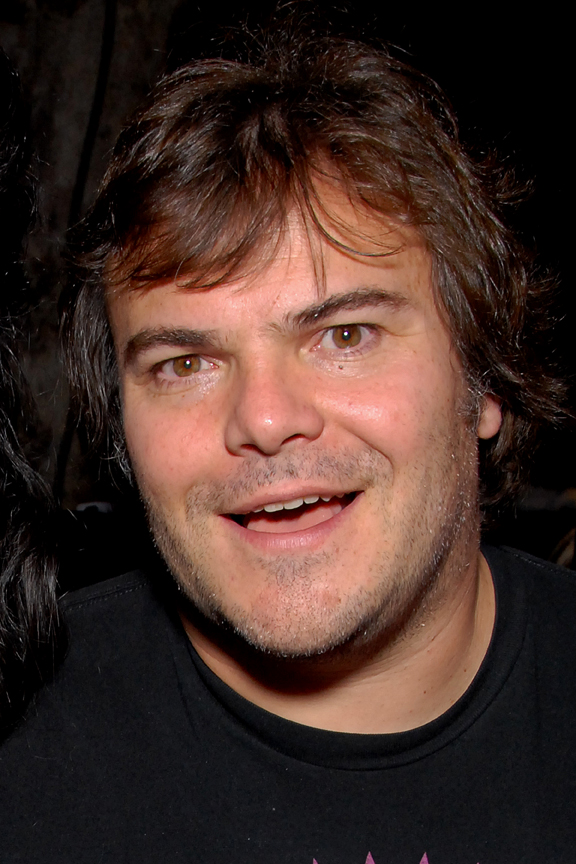
Jack Black interpretó a Bernie Tiede.

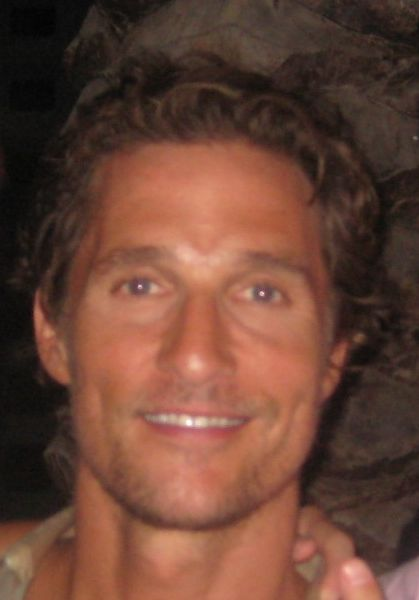
Matthew McConaughey representó el rol del fiscal Danny Buck.

La película se rodó entre los meses de octubre y noviembre de 2010 íntegramente en el estado de Texas, Estados Unidos. Se filmaron escenas en diferentes ciudades de dicho estado como Austin, Georgetown, Carthage, Smithville y Bastrop. Fue presentada por primera vez en el Festival de Cine de Los Ángeles el 16 de junio de 2011. Posteriormente se presentó en el Festival Internacional de Cine de Río de Janeiro el 6 de octubre de 2011, en el Festival de Cine de Londres el 23 de octubre de 2011 -donde fue definida como «brillante y fresca»- y en el Festival de Cine de San Francisco el 21 de abril de 2011. Su estreno en salas comerciales de Estados Unidos tuvo lugar el 27 de abril de 2011.
Por otro lado, para la preparación de sus personajes, Jack Black y Shirley MacLaine hablaron con el verdadero Bernie Tiede. Black se reunió con él en la prisión de Telford, mientras que por su parte MacLaine habló con él por teléfono. El film está basado en un artículo que el reportero Skip Hollandsworth escribió en 1998 para el periódico Texas Monthly sobre el caso real.

## Recepción

### Respuesta crítica
En la página de Internet Rotten Tomatoes obtuvo un 90% de comentarios positivos, llegando a la siguiente conclusión: "Este Bernie de Richard Linklater es genuina, una inesperada y divertida comedia sobre un crimen real que se beneficia de la impresionante interpretación de Jack Black". Roger Ebert señaló para el Chicago Sun-Times que «He tenido que olvidar lo que sabía de Jack Black. Crea este personaje de la nada, no se parece a nada que haya hecho antes, y demuestra que un actor puede ser algo milagroso en el papel correcto». Rex Reed escribió para el New York Observer que «Por una vez, espero una secuela de Bernie». Según la página de Internet Metacritic obtuvo un 75% de críticas positivas, sobre un total de 33 comentarios, de los cuales 26 fueron positivos.

### Taquilla
Se estrenó el 27 de abril de 2012 en 3 cines estadounidenses, entrando en la posición número 39 del ranking con $85.805 dólares de recaudación, con una media por sala de $28.602 dólares. Posteriormente se fue aumentando paulatinamente el número de salas en exhibición hasta un máximo de 332 en el fin de semana del 8 al 10 de junio. En total, recaudó 9 millones de dólares en Estados Unidos. El presupuesto estimado invertido en la producción fue de 6 millones.